# Fundu Moldovei (gmina)
Fundu Moldovei – gmina w Rumunii, w okręgu Suczawa. Obejmuje miejscowości Botuș, Botușel, Braniștea, Colacu, Delnița, Deluț, Fundu Moldovei, Obcina, Plai i Smida Ungurenilor. W 2011 roku liczyła 3594 mieszkańców.